# ニール・ドライスデール
ニール・ドライスデール（Neil Drysdale、1947年12月11日 - ）は、アメリカ合衆国の競馬調教師。

## 経歴
イギリス、イングランドのサリー州ヘイズルメア（en:Haslemere）で生まれた。父は韓国のアメリカ海軍基地に務めたイギリス海兵隊だった。ドライスデールはバルセロナ大学で学んだ後、英語を教える仕事をしていたが、馬に携わる仕事に転じた。
最初はフロリダ州でホースショー（en:Horse show）の仕事を、その後サラブレッド競馬に移り、フロリダ州オカラ、アルゼンチン、ベネズエラ、カリフォルニア州のチャーリー・ウィッティンガム調教師の助手などを経て1983年に調教師として開業した。
最初の競馬の主要競走の優勝馬はフォーステンで、現在はアメリカ合衆国カリフォルニア州のプレヤデルレイ（en:Playa del Rey, Los Angeles, California）を拠点にしている。管理馬のエーピーインディで1992年のベルモントステークスを、フサイチペガサスで2000年のケンタッキーダービーを優勝した。2000年にはアメリカ競馬殿堂入りを果たしている。
- ブリーダーズカップ優勝馬
  - 1984年 プリンセスルーニー Princess Rooney - ディスタフ
  - 1985年 タッソー Tasso - ジュヴェナイル
  - 1989年 プライズド Prized - ターフ
  - 1992年 エーピーインディ A.P. Indy - クラシック
  - 1993年 ハリウッドワイルドキャット Hollywood Wildcat - ディスタフ
  - 2000年 ウォーチャント War Chant - マイル

## 主な管理馬
- ボールドンディターミンド Bold 'n Determined
- ラーイ Rahy
- フレンチデピュティ French Deputy
- フサイチペガサス Fusaichi Pegasus
- ホワイトハート White Heart
- サラファン Sarafan
- サンデーブレイク Sunday Break
- ストーミングホーム Storming Home
- ベクラックス Becrux
- アルティストロワイヤル Artiste Royal
- マーシュサイド　Marsh Side